# Gräben und Niedermoorreste im Erdinger Moos
Gräben und Niedermoorreste im Erdinger Moos este o arie protejată (arie specială de conservare — SAC, sit de importanță comunitară — SCI) din Germania întinsă pe o suprafață de 110,91 ha, integral pe uscat.

## Localizare
Centrul sitului Gräben und Niedermoorreste im Erdinger Moos este situat la coordonatele 48°14′21″N 11°44′10″E / 48.2392°N 11.7361°E.

## Înființare
Situl Gräben und Niedermoorreste im Erdinger Moos a fost declarat sit de importanță comunitară în noiembrie 2004 pentru a proteja 4 specii de animale. Situl a fost protejat și ca arie specială de conservare în aprilie 2016.

## Biodiversitate
Situată în ecoregiunea continentală, aria protejată conține 5 habitate naturale: Lacuri eutrofice naturale cu vegetație de tip Magnopotamion sau Hydrocharition, Pajiști cu Molinia pe soluri calcaroase, turboase sau argilos-nămoloase (Molinion caeruleae), Liziere de ierburi înalte hidrofile de câmpie și de nivel montan până la alpin, Mlaștini calcaroase cu Cladium mariscus și specii de Caricion davallianae, Mlaștini alcaline.
La baza desemnării sitului se află mai multe specii protejate de  nevertebrate (4): Coenagrion mercuriale, phengaris nausithous (Maculinea nausithous), Maculinea teleius, Vertigo moulinsiana.